# مینیدوسا، منیتوبا
مینیدوسا، منیتوبا (به انگلیسی: Minnedosa, Manitoba) یک شهرک در کانادا است که در منیتوبا واقع شده‌است. مینیدوسا ۱۵٫۲ کیلومتر مربع مساحت و ۲٬۴۴۹ نفر جمعیت دارد.